# トリニティ (X-ファイルのエピソード)
「トリニティ」（原題:3）は『X-ファイル』のシーズン2第7話で、1994年11月4日にFOXが初めて放送した。

## スタッフ
- 監督：デヴィッド・ナッター
- 脚本：グレン・モーガン、ジェームズ・ウォン、クリス・ルッペンサール

## キャスト

### レギュラー
- デイヴィッド・ドゥカヴニー - フォックス・モルダー特別捜査官

### ゲスト
- ジャスティナ・ヴェイル - "悪霊"
- ペリー・リーヴス - クリステン・キラー
- グスタヴォ・モレノ - "父"
- フランク・ミリタリー - ジョン、"子"

## ストーリー
ロサンゼルスにて、中年のビジネスマンのギャレット・ローレがパーティで出会った女性と性行為をしている最中に、女性にかまれて血を吸われる。ローレは間もなく現れた2人の男によって血を吸われた末、注射器で執拗に刺されて死亡した。
翌日、ロサンゼルス行きの準備をしていたモルダーは、失踪したスカリーのFBIバッジをX-ファイルの保管庫の中に入れていた。現地の犯罪現場に到着したモルダーは、同様の事件がほかにも発生していることを知り、殺人犯が被害者の血で聖書の一節を書き残していることから、モルダーは犯人たちが三位一体を念頭に置いて犯行を行っているのではないかと推測する。
モルダーは犯人が血を欲していると推測して地元の血液バンクを訪れると、職員の一人が輸血パックから血を飲んでいるところに遭遇した。モルダーによって警察署へと連行された男は自分が吸血鬼三兄弟の一人であり、不老不死を望んでいると語る。自分は三兄弟の"子"であって、他の二人は"父"と"悪霊"であるという。当初モルダーは"子"の話を信じられなかったが、彼が窓から差し込んだ日光を浴びて焼け死ぬのを見て、本当だと考えなおす。
モルダーによる検死の結果、"子"の身体に、ヴァンパイア風クラブとして有名なクラブ・テペスの刺青が彫られていることが判明する。クラブ・テペスを訪れたモルダーは、クリステン・キラーと名乗る血液愛好者の美女と出会う。モルダーは警戒心を抱きながらも、クリステンに惹かれていく自分に気が付いていた。モルダーはクリステンがクラブの上客であるデヴィッド・ユングの命を狙っていると思い込んでいたが、ユングがクラブに張り込んでいる警官の存在に気が付いたとき、彼はクリステンを殴りつけた。モルダーがクラブを離れた後、ユングは何者かに殺される。
クリステンの記録を調べたモルダーは、彼女がメンフィスとポートランドに住んでいたことを知る。そこは今回の事件と同様の事件が発生した場所でもあった。モルダーはロサンゼルス市警察と共同でクリステンの自宅の捜査に踏み切り、血に関係したものをたくさん見つける。クリステンを呼び出したモルダーは、彼女がシカゴで"子"と出会い、吸血を楽しんだことを知る。"子"が殺人を犯してまでも吸血に興じるようになったため、クリステンは彼と別れるも、"子"が追ってくるため、住まいを転々とせざるを得なかったという。一連の告白が終わった後、クリステンはモルダーにキスをした。その様子を死んだはずの"子"がじっと見つめる。
翌朝、クリステンの下に姿を現わした"子"は「モルダーという"敬虔な信者"を殺してその血を飲めば、お前も真の吸血鬼になれる」と告げる。モルダーをベッドルームへ案内したクリステンはナイフを隠し持つが、モルダーではなく、ベッドルームに隠れていた"父"を刺す。"子"はモルダーに掴みかかったが、あっさりと組み伏せられる。モルダーとクリステンは車庫にある車で逃げようとしたが、"悪霊"が車にしがみつく。クリステンは故意に車を壁にぶつけ、そこに刺さっていた杭で"悪霊"を刺し殺した。クリステンはモルダーを家の外に誘導し、その隙に家中にガソリンをまき散らし、マッチで火を付けた。3人の吸血鬼を殺すために、クリステンは自らの命を犠牲にしたのである。
焼け跡から4人の遺体が見つかったという知らせを聞いたモルダーは、スカリーの十字架のネックレスをじっと見つめる。

## 製作
当初、シーズン2第7話の脚本はハワード・ゴードンが執筆する予定だったが、急用のためできなくなり、代わりにフリーランスの脚本家であるクリス・ルッペンサールにオファーが出た。完成後、第8話の脚本を執筆中だったグレン・モーガンとジェームズ・ウォンがルッペンサールの脚本をリライトした。2人はルッペンサールの脚本を大幅に改稿したが、3人の吸血鬼が出てくるというメインの部分はそのままにした。
劇中に登場するクラブ・テペスは吸血鬼のモデルとして知られるヴラド・ツェペシュにちなんだものである。クラブ・テペスでのシーンはバンクーバー市内のナイトクラブを貸し切り、内装を整えてから撮影され、エキストラはバンクーバー中のナイトクラブから手配された。アイスホッケー選手のパーヴェル・ブレが所有する物件が、クリステンの自宅として使用された。製作陣は夜間の撮影に際し、近所住民全員の同意を得たが、長期間にわたって留守にしている家の住民には許可を取らなかった。これを不快に思った当該住民がFOXを訴えようとしたため、お詫び金が支払われることとなった。
クリステン・キラーを演じたペリー・リーヴスは、デヴィッド・ドゥカヴニーの恋人（当時）であった。モルダーとクリステンのラブシーンに関して、クリス・カーターは「モルダーは修行僧みたいなキャラクターだった。だからこそ、彼を人間らしいキャラクターにしてみようと思った。スカリーが不在となるこのエピソードこそ、モルダーの人間らしさを描き出す絶好の機会だと思った」と語っている。なお、ドゥカヴニーの恋人が起用されたのはシーズン1第22話「輪廻」でマギー・ウィーラーが起用されて以来2度目のことである。
なお、本エピソードにスカリーが出演しなかったのはジリアン・アンダーソンが出産準備に入っていたためである。スカリーが登場しなかったのは、本エピソードが初めてである。

## 評価
1994年11月4日、FOXは本エピソードを初めてアメリカで放映し、1500万人の視聴者（900万世帯）を獲得した。
『マンチキン・ゾーン』のサラ・スティーガルは本エピソードに5つ星評価で満点となる5つ星を与え、「特殊効果は素晴らしく、物語は感動的であった」「ドゥカヴニーの演技は本エピソードで完成形に至った」と称賛している。Metacriticのジーナット・バーンズは「どうしようもない作品だった」と酷評している。『エンターテインメント・ウィークリー』は本エピソードにC評価を下し、「スカリーがいないという状況を掘り下げれば、間違いなく見事な出来映えになったはずなのに、何故それをしなかったのか」と厳しく批判している。
『A.V.クラブ』のザック・ハンドルンは「スカリーがいないという状況は凡百のエロチック・スリラー作品の設定よりはるかに良い状況だった」「クリステンとモルダーの恋愛は薄っぺらいもので、違和感しかなかった」「すでに語り尽くされている吸血鬼という題材を扱っているのに、「トリニティ」は陳腐な脚本に甘んじてしまった。そのせいで、会話は見るに堪えない出来で、雰囲気はどこかぎこちないままになっている」と批判しているが、ドゥカヴニーの演技は高く評価している。
グレン・モーガンは「あのエピソードで吸血鬼を扱ったのは間違いだった」「モルダーがクリステンと恋に落ちるような流れを作るのに必死だった」と回想している。ジェームズ・ウォンは「FOXの修正のせいで、出来が悪くなってしまった。修正前の脚本はずっと良いものだったのに。」と失望を露わにしている。ドゥカヴニーは「あの回には気品があったが、筋の通らない箇所が複数あった。キスをする前に彼女が彼氏の髭を剃るのは変だろう。」と述べている。